# Durazzano
Durazzano ist eine italienische Gemeinde (comune) mit 2392 Einwohnern (Stand 31. Dezember 2023) in der Provinz Benevento in Kampanien. Die Gemeinde liegt etwa 28 Kilometer westsüdwestlich von Benevent und etwa zehn Kilometer östlich von Caserta und grenzt unmittelbar an die Provinz Caserta.